# Ла-Сістерна

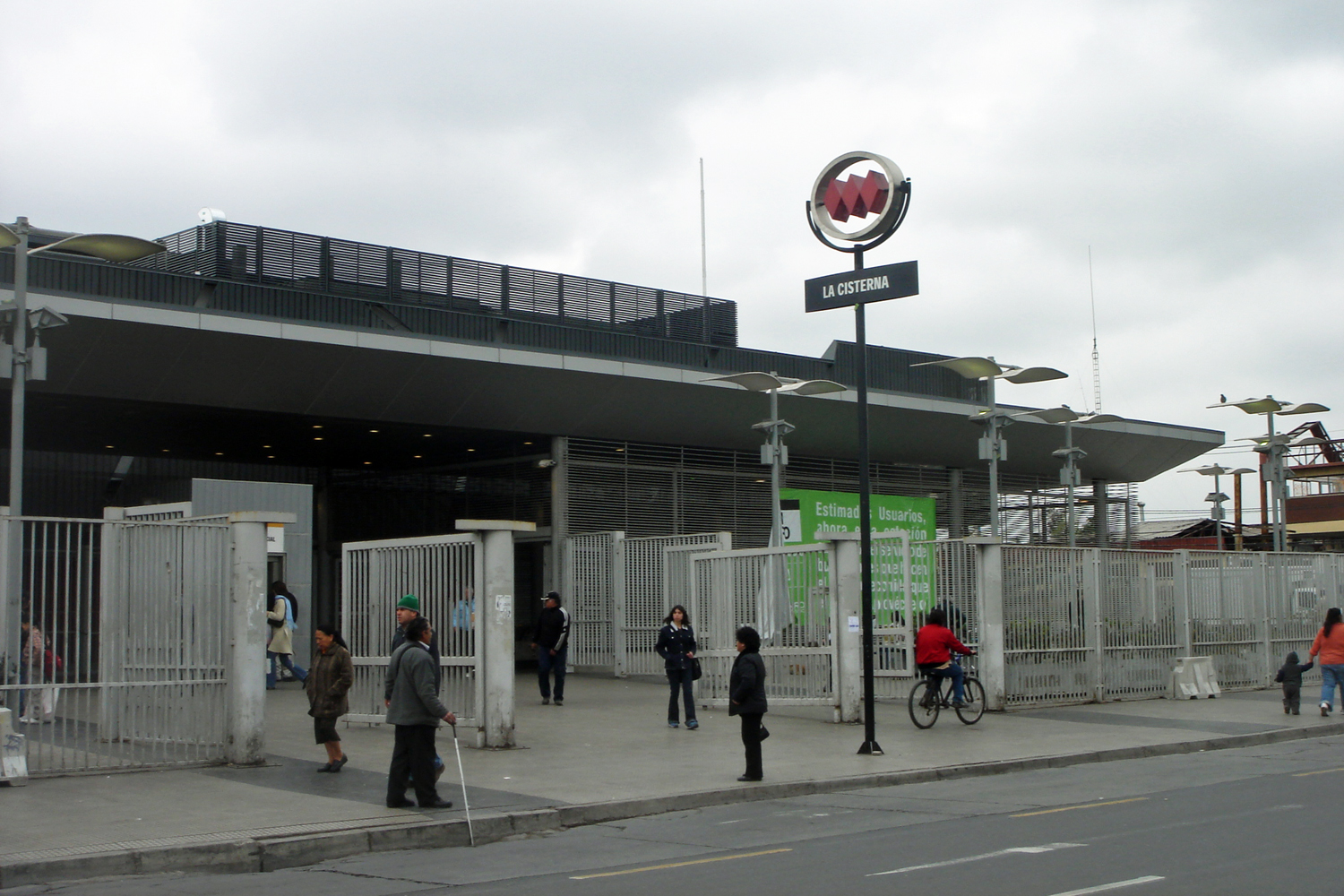
Станція Сан-Франциско метрополітену Сантьяго

Ла-Сістерна (ісп. La Cisterna) — комуна в Чилі. Одна з міських комун міста Сантьяго. Входить до складу провінції Сантьяго і Столичного регіону.
Територія — 10 км². Чисельність населення — 90 119 мешканців (2017). Щільність населення — 9011,9 чол./км².

## Розташування
Комуна розташована на південь міста Сантьяго.
Комуна межує:
- на півночі — з комуною Сан-Мігель
- на сході — з комуною Сан-Рамон
- на півдні — з комуною Ель-Боске
- на заході — з комуною Ло-Еспехо